# National Natural Landmark

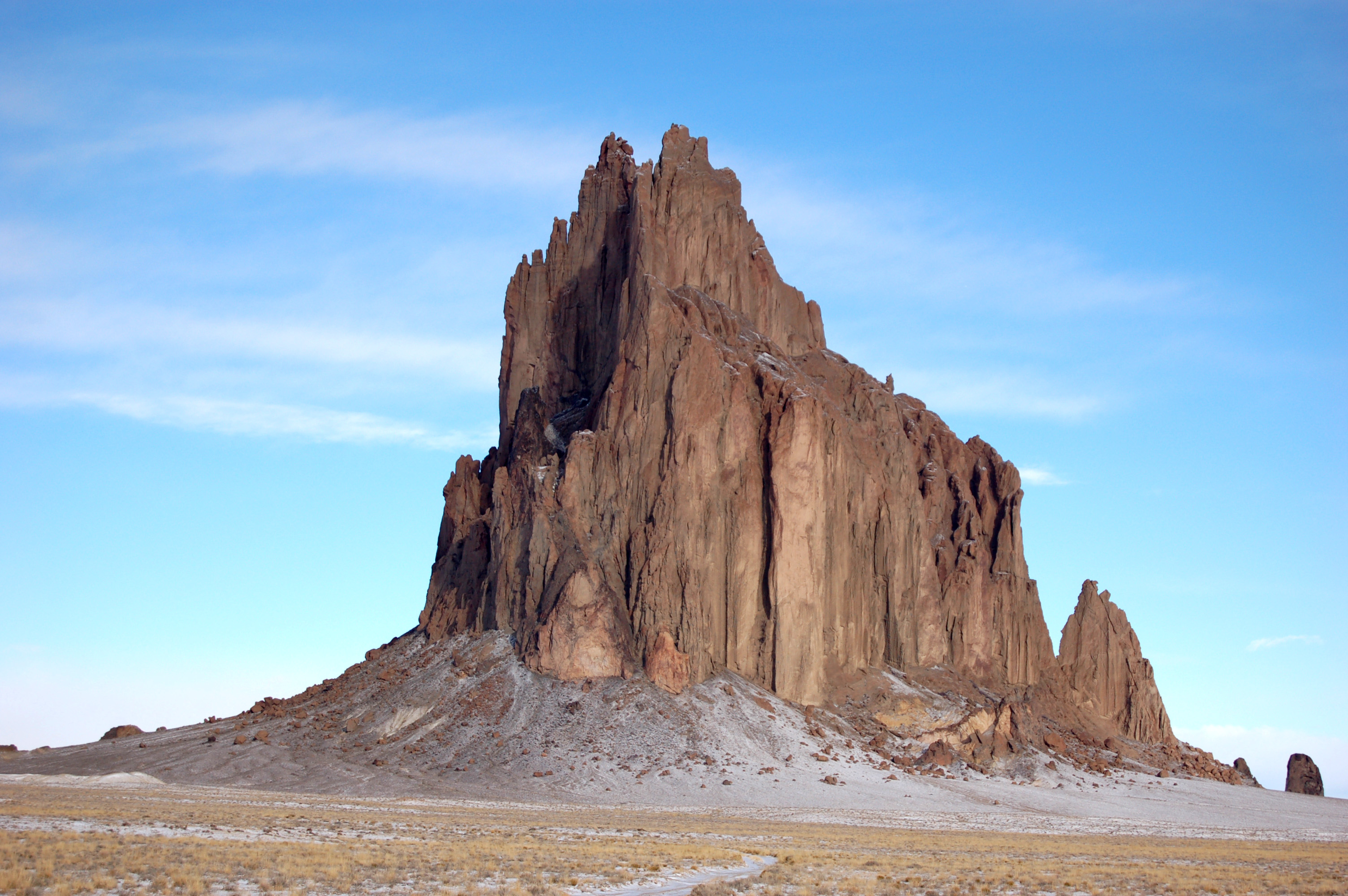
Shiprock

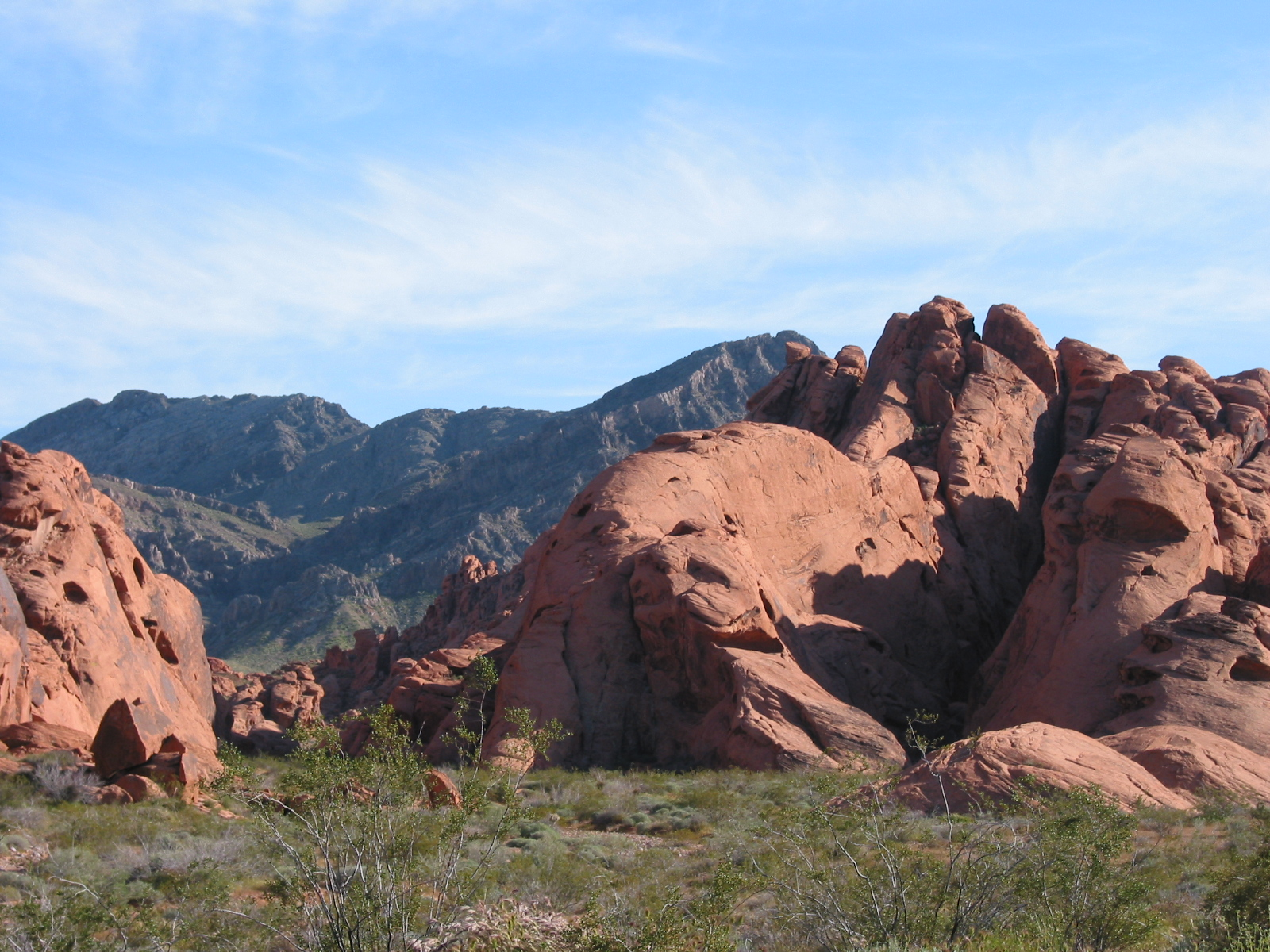
Valley of Fire in Nevada

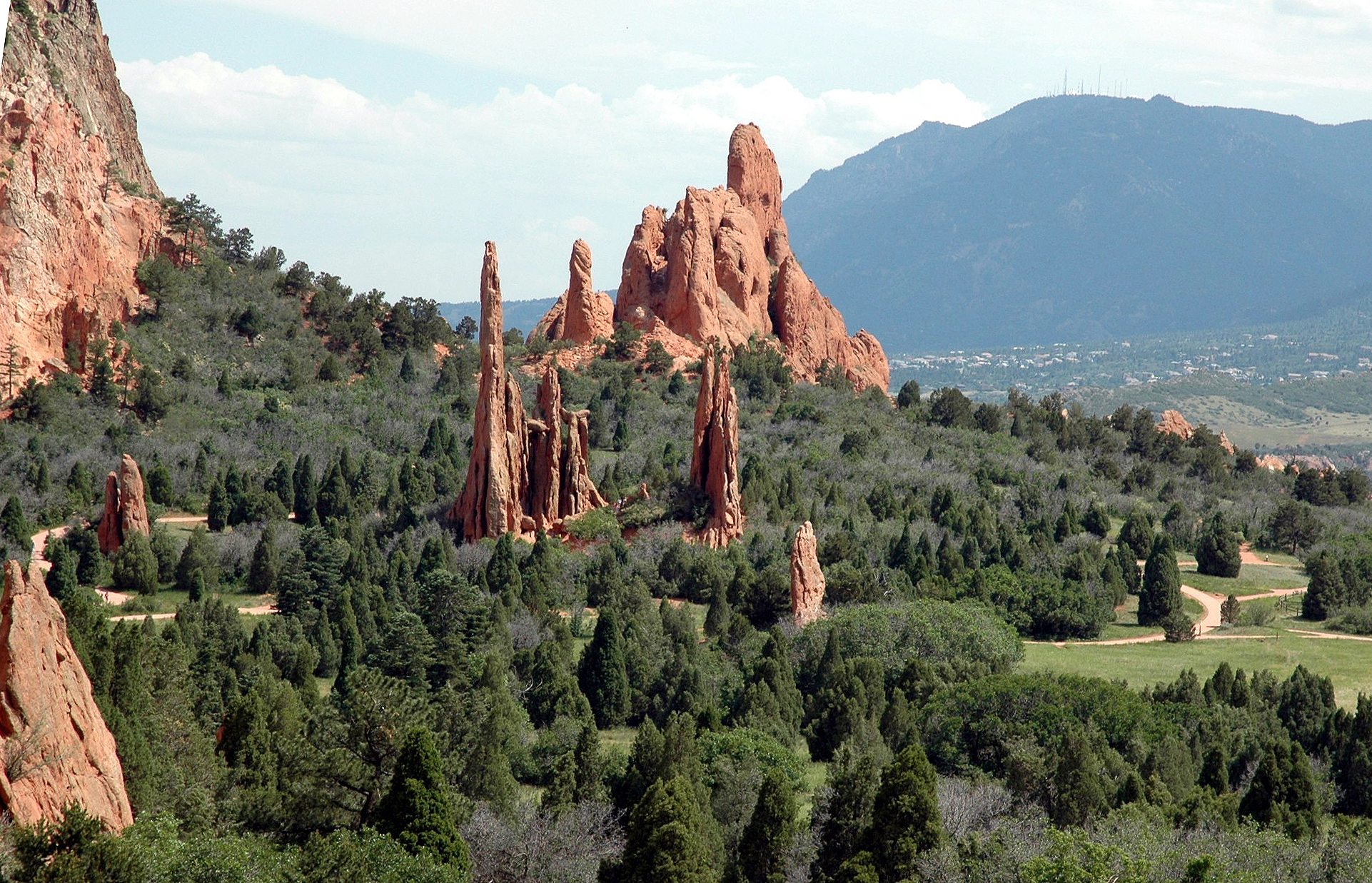
Garden of the Gods in Colorado Springs

Een National Natural Landmark (NNL) is een door de Amerikaanse federale overheid erkend natuurgebied dat de natuurlijke historie van de Verenigde Staten illustreert. Het erkenningsprogramma van National Natural Landmarks is het enige nationale natuurgebiedenprogramma dat de beste significante Amerikaanse voorbeelden van biologische en geologische kenmerken in zowel openbaar als particulier bezit identificeert en erkent. Het programma werd op 18 mei 1962 opgestart door de Amerikaanse minister van Binnenlandse Zaken Stewart Udall.
Het programma heeft tot doel vrijwillig behoud van sites aan te moedigen en te ondersteunen die de geologische en ecologische geschiedenis van de Verenigde Staten illustreren. Het hoopt ook de waardering van het publiek voor het natuurlijke erfgoed van het land te versterken. Sinds de toevoeging van de West Bijou Site in Colorado in november 2016 zijn er 599 locaties toegevoegd aan het National Registry of Natural Landmarks. Dit aantal was in augustus 2019 nog niet verder gestegen. Het register omvat natuurgebieden met typische geologische en ecologische kenmerken in de 48 staten, Amerikaans-Samoa, Guam, Puerto Rico en de Amerikaanse Maagdeneilanden. In grootte variëren de natuurgebieden tussen minder dan 1 hectare en meer dan 3.000 km².
De National Park Service beheert het NNL-programma en helpt indien nodig eigenaars en beheerders van NNL bij het behoud van deze belangrijke locaties. Landverwerving door de federale overheid is geen doel van dit programma. Nationale natuurmonumenten zijn nationaal belangrijke sites die eigendom zijn van verschillende landeigenaars en hun deelname aan dit federale programma is vrijwillig.
De wetgevende grond waarop het National Natural Landmarks Program is gebaseerd is de Historic Sites Act van 21 augustus 1935 (49 Stat. 666, 16 USC 641).  En hoewel het programma is onderworpen aan federale voorschriften, heeft het niet de beschermingskenmerken van andere, verderstrekkende beschermingsovereenkomsten. De erkenning van een National Natural Landmark vormt momenteel dus alleen een overeenkomst met de eigenaar om, voor zover mogelijk, de significante natuurlijke waarden van de site of het gebied te beschermen. Het beheer en behoud van nationale natuurmonumenten is uitsluitend de verantwoordelijkheid van de eigenaar. Beide partijen kunnen de overeenkomst beëindigen nadat zij de andere partij op de hoogte hebben gebracht.
De eerste drie National Natural Landmarks werden erkend in 1964. Daaronder hoorde onder meer de La Brea-teerputten in Los Angeles. Andere bekende NNL's zijn de Cleveland-Lloyd Dinosaur Quarry in Utah (erkend in 1965), Mount Shishaldin in Alaska (erkend in 1967), Diamond Head in Hawaï (erkend in 1968), Sugarloaf Mountain in Maryland (erkend in 1969), het Okefenokeemoeras op de grens van Georgia en Florida en Stone Mountain in North Carolina (beide erkend in 1974) en de Ghost Ranch Coelophysis Quarry in New Mexico (erkend in 1975).